# Distenia sparsepunctata
Distenia sparsepunctata es una especie de escarabajo longicornio del género Distenia, categorizada en la tribu Disteniini, de la orden Coleoptera. Fue descrita por Pic en 1928.

## Descripción
Mide 25 mm de longitud.

## Distribución
Se distribuye por Vietnam.